# Scoliacma pactolias
Scoliacma pactolias là một loài bướm đêm thuộc phân họ Arctiinae, họ Erebidae.